# Democracy and Education
Democracy and Education: An Introduction to the Philosophy of Education is een boek geschreven door John Dewey in 1916. Het behandelt de noodzaak van onderwijs als gevolg van de onvermijdelijke feiten van geboorte en dood binnen een sociale groep. Dewey benadrukt de kloof tussen de onvolwassenheid van pasgeboren leden van de groep en de volwassen leden met kennis en gebruiken. Ondanks de populariteit van Deweys onderwijstheorieën werden ze tijdens zijn leven en daarna moeilijk geïmplementeerd. Zijn geschriften zijn soms moeilijk te begrijpen, en zijn hergebruik van gangbare woorden en zinnen maakt hem vatbaar voor misinterpretatie, zelfs door mede-academici. Hoewel Dewey als een vooraanstaand publiek intellectueel werd beschouwd, werd zijn filosofie vaak enthousiast omarmd in een vorm die weinig gelijkenis vertoonde met zijn werkelijke ideeën.